# アントン・ヘーシンク
アントン・ヘーシンク（Antonius Johannes Geesink、1934年4月6日 - 2010年8月27日）は、オランダ・ユトレヒト出身の柔道家、プロレスラー。身長198 cm。国士舘大学名誉博士。

## 来歴・人物

### 少年時代 - 世界選手権制覇
ユトレヒトの貧しい家庭で育ち、12歳のときから建設現場で働いていた。14歳より柔道を始め、ユトレヒト市内の中等学校を卒業した後、1955年、オランダ柔道チームの指導を始めた道上伯に見出され 徹底的な個人指導を受けた他、日本でも講道館や天理大学で松本安市らの指導を受け、選手としての才能を開花させた。この後引退するまで、毎年2ヶ月ほど日本に滞在しトレーニングに励んでいた。
1956年に東京都で開かれた第1回世界柔道選手権大会では、準決勝で吉松義彦に内股で一本負けを喫して3位、2年後1958年の第2回大会では準々決勝で山舗公義に内股返で一本負けしベスト8に終わったが、1961年の第3回大会では準決勝で古賀武、決勝では前大会覇者の曽根康治を袈裟固で破り、外国人選手では初 となる優勝を果たした。この時、オランダに凱旋帰国したヘーシンクを30万人の人々が迎えたという。
道上は当時のヘーシンクについて「指導には何でも従う、素晴らしく素直な選手だった。酒もタバコも慎み、休日は自然と触れ合いながら体力作りに専念するなど、感心するところは枚挙に暇がない」と評していた。また「出会った当時の彼は、198 cmという身長に似合わない弱気な劣等感の塊だったが、第1回世界選手権と東京での武者修行の後に帰国した彼は見違えるほどの自信に満ち溢れ、まるで選手権者のような貫禄を有していた」と、柔道を通しての人間性の劇的な変化に驚嘆したとも語っている。
トレーニングにおいては、当時としては先鋭的だった筋力トレーニングを体力作りに用い、また柔道だけでなく様々なスポーツを取り入れていた。この時期に出場したレスリングのオランダ全国大会ではグレコローマンスタイルで優勝し、レスリング世界選手権でも6位という成績を残している。更に1960年のローマオリンピックのレスリングに出場しようとしていたが、プロ選手と判断され出場は叶わなかった。

### 東京五輪

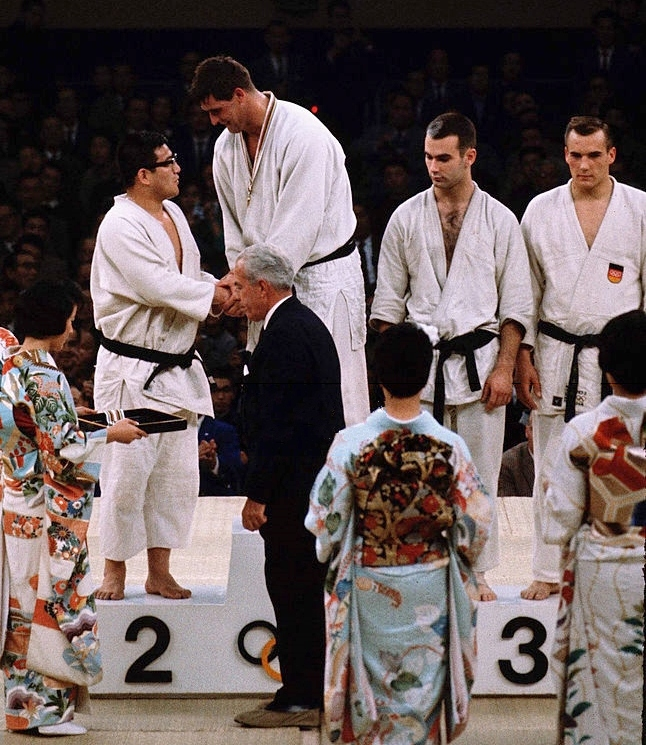
東京五輪・柔道表彰式で準優勝の神永昭夫と握手するヘーシンク

1964年に開催された東京オリンピックでは、柔道の無差別級に出場し、決勝戦で日本代表の神永昭夫を9分22秒（当時、試合時間は15分だった）袈裟固一本で下して金メダルを獲得した。柔道が正式競技として初めて採用された地元開催のオリンピックの、それも武道=体重無差別という風潮が残っていた当時、最も重要視されていた無差別級で外国人が日本代表を下して優勝を果たした事は、自他共に柔道を「お家芸」と認める日本にとって計り知れない衝撃をもたらした。そのためこの出来事は、そののちも国内外の柔道史の話題に頻繁に上っている。
ヘーシンクが神永に勝利した瞬間、会場の日本武道館は信じられないものを見たような静けさに包まれ、観戦していた瀬戸内晴美によると、敗れて居住まいを正す神永は、顔面蒼白になって泣いているようにも見えたという。またこの時、オランダ関係者が歓喜のあまり畳の上に土足で上がり駆け寄ろうとしたが、「礼」を重んじたヘーシンクはこれを手で制止して試合場まで上らせなかった。この時の行動は「礼に始まり礼に終わる」という柔道の精神を体現したものとして、そののちも高く評価されている。
ヘーシンクは後にレキップ誌（仏）のインタビューで、「東京五輪で勝てなければ、パリ世界選手権でのタイトルは何の価値もないものと自身に言い聞かせていたため、五輪での優勝が決まった瞬間はただただ安堵した」と語り、「この大会で日本人が優勝していたら柔道は地方のスポーツと見做され、1972年五輪の正式競技となる事はなかっただろう」と続けている。またオランダ柔道連盟会長のJos Hellも、このヘーシンクの勝利がなければ柔道が国際的なスポーツとなることはなかったと述べている。
東京オリンピック無差別で金メダルを獲得した直後に尼崎で開催された国際親善柔道大会では、決勝トーナメント1回戦で加藤雅晴と対戦した際に、先に小外刈で技ありを取られるも抑え込みで逆転勝ちした。しかし、小外刈の技あり判定を不服として次の試合を放棄すると、会場を立ち去った。その不作法な態度に会場からは非難の声があがったという。後にヘーシンクは｢私の態度が悪かった｣と謝罪の意を示した。
1965年、第4回世界選手権80 kg超級で優勝を果たす。そして自身の足の怪我と、全日本王者だった坂口征二を同大会で破ったことを理由に翌日の無差別級への出場を辞退し、現役引退を表明。その後現役復帰し、1967年のヨーロッパ選手権では準決勝でウィレム・ルスカを破るなどして金メダルを獲得する。ヨーロッパ選手権での金メダル獲得数は、通算で21個に上った。

### 引退後
引退後は柔道の指導者として活躍する傍ら、石油会社の経営も手掛けていた。1965年にはイタリア映画『聖書の裁き』に出演し、サムソン役を演じている。
第1回世界選手権時、公式体重は98 kgとされていたが、実際は82 kgしかなかった。しかし道上の指導を受けトレーニングに励んだ結果、第3回大会時には108 kg、1964年の東京オリンピック時には120 kgまで増量に成功。プロレスラー転向後の公式体重は130 kgから140 kg とされていた。
晩年、現役時代を振り返ってへーシンクは「私の理想は金メダルの収集ではなく、柔道がうまくなることだった」と語っていた。

### プロレスデビュー
1973年、日本テレビにスカウトされ、全日本プロレスに入りプロレスラーに転向。世界的な柔道家とあって首脳陣からの期待も大きく、テキサス州アマリロにてザ・ファンクスの指導を受け、同年11月24日に蔵前国技館において、ジャイアント馬場とタッグを組んでブルーノ・サンマルチノと対戦するという華々しいデビュー戦を飾る（サンマルチノのパートナーのカリプス・ハリケーンをアルゼンチン・バックブリーカーで仕留めて勝利）。
以降、シングルマッチではボビー・ダンカン、ダッチ・サベージ、マイク・デュボア、ムース・モロウスキー、ジョニー・ロッズ、ケビン・サリバン、ドン・デヌーチ、メヒコ・グランデ、キラー・ブルックス、ボブ・ブラウン、ジム・デュラン、ボブ・リーマス、ジェリー・ブリスコ、チャボ・ゲレロ、リッキー・ギブソン、ボビー・ジャガーズ、ラリー・ズビスコ、ポール・パースマン、ダグ・サマーズ、若手時代のボブ・バックランドやスタン・ハンセンなどから勝利を収め、キラー・コワルスキーやドン・レオ・ジョナサンといったビッグネームとも対戦。1974年6月13日にはゴリラ・モンスーンと柔道ジャケットマッチを行い、1975年12月開催のオープン選手権にも参加（公式戦ではジョナサン、ディック・マードック、ケン・マンテルと対戦）するなど、スター選手として優遇されていたものの、人気は上がらなかった。
1978年2月5日、後楽園ホールにてジャンボ鶴田のUNヘビー級王座に挑戦した試合を最後にリングを去る。その間、1976年は1シリーズのみの出場で（ホースト・ホフマン、ジョニー・バリアント、コシロ・バジリ、アル・ヘイズとのシングルマッチが組まれたが、ホフマンには未勝利。タッグマッチでは当時のNWA世界ヘビー級王者テリー・ファンクとも対戦）、1977年は一度もリングに上がることがなく、オープン選手権以降は事実上セミリタイアの状態だった。なお、1976年には欧州にてオットー・ワンツのCWA世界ヘビー級王座に挑戦している。
馬場は当時のヘーシンクについて「プロレスに適応しようとしなかった」「柔道着を着て押さえ込まれたらこれほど強い男はいないが、裸になるとこれほど弱い男もいない」と評していた。契約は全日本プロレスではなく日本テレビと結んでおり、当時の『全日本プロレス中継』のプロデューサーであった原章は「視聴率アップのための特効薬として、売り出し方にはとても気を遣っていた」などと述懐している。
全日本プロレス退団後の1978年11月、ローラン・ボックが新日本プロレスのアントニオ猪木を招聘して欧州の22都市で開催したプロレス興行ツアー "Inoki Europa Tournee 1978" において一時的にリングに復帰し、同月23日にオランダのロッテルダムで猪木との対戦が予定されていたが、出場を急遽キャンセルしている（代打でウィレム・ルスカが猪木と対戦した）。

### 指導者として - 晩年

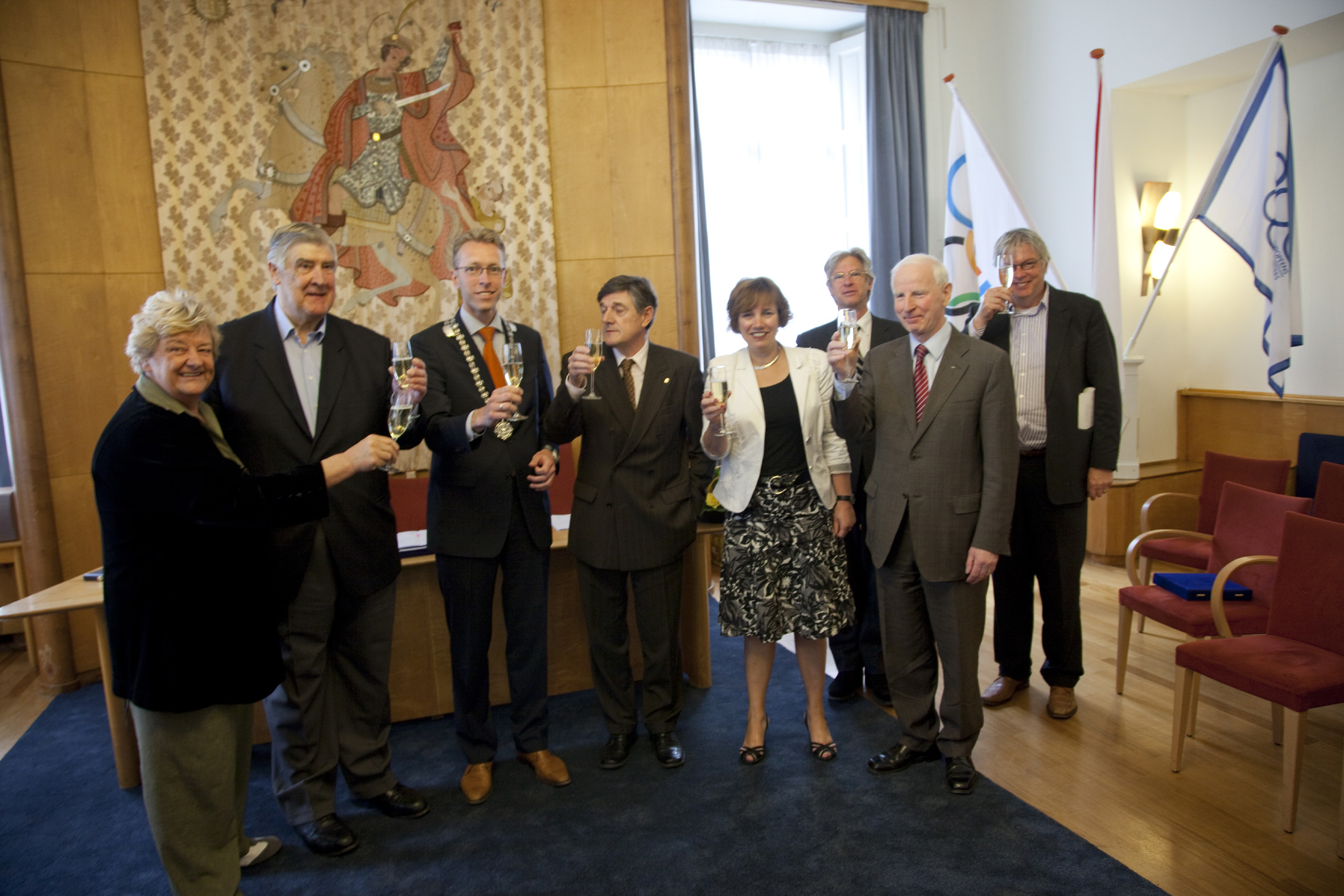
IOC委員を務めた晩年期（2009年、左から2人目が本人）

プロレスを引退した後は、指導者としての活動に専念した。1985年から1989年までは国際柔道連盟教育普及理事を、1987年より国際オリンピック委員会委員を務めた。1987年に国際柔道連盟より九段位、1997年10月には十段位を授与された。
指導者としては、国際大会におけるカラー柔道着の導入を提唱していた。1988年のヨーロッパ選手権で採用に漕ぎつけた後、国際柔道連盟総会における数度の否決を経て、1997年、フアン・アントニオ・サマランチIOC会長の意見表明の後押しを得て、世界選手権におけるカラー柔道着採用が実現した。
1999年、2002年冬季オリンピック招致活動における収賄疑惑で警告を受けている。
2000年3月、国士舘大学より名誉博士号を授与され、学位論文として「柔道 JUDO -社会的側面と生体力学的原理にもとづく二つの私論-」を発表した。また同年の叙勲において、日本国政府より勲三等瑞宝章を授与された。
2004年、国際柔道殿堂入り。
2010年8月27日、ヘーシンクは故郷のユトレヒトの病院にてその生涯を閉じた。76歳没。ウィレム＝アレクサンダーオランダ皇太子は「ヘーシンク氏は決して忘れられることのないスポーツ界の英雄でした」と語り、フランス柔道連盟会長のジャン＝リュック・ルージェはヘーシンクについて「我々はすばらしい人物を失った」と声明を残すなど、各界でその死が惜しまれた。翌9月に東京・代々木第一体育館で行われた世界選手権ではその功績を称え、大会初日の9月9日に会場でヘーシンクの追悼式が行われた。

## 主な戦績
- 1951年 - ヨーロッパ選手権　1級の部　2位
- 1952年 - ヨーロッパ選手権　初段の部　優勝
- 1953年 - ヨーロッパ選手権　無差別　優勝
- 1954年 - ヨーロッパ選手権　無差別　優勝
- 1955年 - ヨーロッパ選手権　無差別　2位　参段の部　優勝
- 1956年 - 世界選手権　無差別　3位
- 1957年 - ヨーロッパ選手権　無差別　優勝　四段の部　優勝
- 1958年 - ヨーロッパ選手権　無差別　優勝
- 1958年 - 世界選手権　無差別　5位
- 1959年 - ヨーロッパ選手権　重量級　優勝　無差別　優勝
- 1960年 - ヨーロッパ選手権　重量級　優勝　無差別　優勝
- 1961年 - ヨーロッパ選手権　重量級　優勝　無差別　優勝
- 1961年 - 世界選手権　無差別　優勝
- 1962年 - ヨーロッパ選手権　重量級　優勝　無差別　優勝
- 1963年 - ヨーロッパ選手権　重量級　優勝　無差別　優勝
- 1964年 - ヨーロッパ選手権　重量級　優勝　無差別　優勝
- 1964年 - 東京オリンピック　無差別　優勝
- 1965年 - ヨーロッパ選手権　重量級　3位　無差別　3位
- 1965年 - 世界選手権　重量級　優勝
- 1967年 - ヨーロッパ選手権　無差別　優勝

## 著書
- 『柔道 JUDO 社会的側面と生体力学的原理にもとづく二つの私論-』　国士舘大学、2000年発行